# Vito Savino
Vito Savino (Bari, 22 ottobre 1942) è un magistrato e politico italiano.

## Biografia
Nato nel 1942 a Bari, originario di Bitonto, conseguì la laurea in giurisprudenza e intraprese la carriera nella magistratura, dopo un periodo universitario come assistente di Aldo Moro. Fu in seguito consulente della commissione parlamentare antimafia (la stessa di cui fece parte Giovanni Falcone) e giudice alla Corte suprema di cassazione.
Iscritto alla Democrazia Cristiana, venne eletto al Consiglio regionale della Puglia nel 1990, ricoprendo anche la carica di assessore. Dal settembre 1993 al marzo 1995 fu presidente della Regione Puglia.
È stato presidente del Tribunale di Bari dal gennaio 2008 al dicembre 2015. Durante il suo mandato, fece notizia la sua decisione nel 2015 di presentare una denuncia penale nei confronti del Ministero della giustizia per omissioni di atti d'ufficio; il motivo risiedeva nella mancata nomina del dirigente amministrativo del Tribunale di Bari, ruolo vacante dal febbraio 2013, e che aveva portato il presidente del Tribunale a svolgere anche le funzioni amministrative.